# Station Śniadowo
Station Śniadowo is een spoorwegstation in de Poolse plaats Śniadowo.